# Lightning
Lightning是一個將日曆與行事曆功能加入到郵件與新聞組客戶端Mozilla Thunderbird的擴充套件，从1.0版本起也可用于SeaMonkey。Lightning於2004年12月22日對外宣佈，在Thunderbird 38版中為預載擴充套件，在Thunderbird 78版中，Lightning已成為Thunderbird的一部分。
與已中止開發的Mozilla Sunbird或是Mozilla Calendar Project不同，Lightning的目標是與Thunderbird緊緊整合。Lightning計劃與Sunbird計劃同時開發，兩個工具使用的編碼亦完全相同，每個程式分別擁有數個個外的檔案來指示它們該如何運作。
Lightning首個測試版本0.1版於2006年3月14日發佈，0.3版於2006年10月10日發佈，1.0版于2011年11月7日发布。

## 外部連結
- 官方Lightning網站 （页面存档备份，存于）
- Lightning 0.3發佈記事 （页面存档备份，存于）

## 請參閱
- Mozilla Calendar Project（英语：Mozilla Calendar extension）
- Mozilla Sunbird
- 個人資訊管理程式列表（英语：List of personal information managers）
- Mozilla Thunderbird